# حسن أباد (جرغلان)
حسن أباد (بالفارسية: حسن‌آباد) هي مستوطنة تقع في إيران في قسم جرغلان الريفي. يقدر عدد سكانها بـ 290 نسمة .